# Grégoire Ahongbonon
Grégoire Ahongbonon, född 1953, är tidigare beninsk mekaniker som grundat St Camille Association, som arbetar med att hjälpa mentalt sjuka i Västafrika. Han har flyttat till Elfenbenskusten. Hans organisation har 12 center i Elfenbenskusten och Benin, och har hjälpt tusentals människor.
2016 utsåg den nigerianska tidningen Daily Trust Ahongbonon till Åres afrikan till följd  av hans omfattande humanitära arbete för att "rädda mentalsjuka människor, varav många har slagits i bojor av sina familjer". 